# ストーク・マンデヴィル・ホスピタル
ストーク・マンデヴィル・ホスピタル（Stoke Mandeville Hospital）は、バッキンガムシャーのアイルズベリーにある公共病院。国民保健サービスにより管理されている。
この地で1948年7月28日（ロンドンオリンピック開会式と同日）に行われた「ストーク・マンデビル競技大会」（障害者による最初の国際的な競技会）は、パラリンピックのルーツとなった。

## 歴史
1830年代、イギリスでコレラが大流行したため、ストーク・マンデヴィルとアイルズベリーの2つの教区が資金を出し合いコレラ専門の病院が設置されたが、コレラは感染力が強かったため、両教区の境界に設置された。
1900年代、病院は、すべての感染症に対応する病院へと発展した。1943年9月、イギリス政府はドイツ人の脊髄損傷専門医ルートヴィヒ・グットマンに、ストーク・マンデビル病院に第二次世界大戦の傷痍軍人向けの国立脊髄損傷センターを設立するよう依頼、センターは1944年2月1日に開設、グットマンはそのセンター長に任命され、1946年まで同職を務めた（グットマンはその間1945年に英国籍に帰化）。英国初の脊髄損傷治療専門部隊の長として、スポーツが負傷した軍人にとって体力と自尊心を高める上で重要な治療法であると信じていたグットマンは、障害者のための スポーツ大会を企画し、1948年7月28日、ロンドン1948年夏季オリンピックの開幕日と同じ日に、第1回ストーク・マンデビル競技大会を開催、1952年には、オランダの選手も参加し、初の国際大会となった。
1960年には、ローマでオリンピックが開催された同じ日に同地でストーク・マンデヴィル競技会を開催したが、これが現在では第1回パラリンピックと位置づけられている。
1950年代以降、新たな救急病棟の建設など、規模が拡大された。また、ストーク・マンデヴィルスタジアムが設置され、イギリスの障害者スポーツのナショナルセンターとなった。1970年代と1980年代には人気司会者ジミー・サビルの資金援助により改装を行った。2009年には新しい産婦人科をオープンさせた。また、PFIによる運営を行っている。